# Салюк Олександр Петрович
Салюк Олександр Петрович (23 вересня 1954, Київ, Українська РСР) – український автогонщик, чемпіон СРСР з ралі (1991), чемпіон СРСР з автомобільного кросу (1987), триразовий абсолютний чемпіон України з ралі (1996, 2002, 2003), чемпіон України з кільцевих гонок (1994), чемпіон України з автомобільного кросу (1993, 1994, 2018). Заслужений майстер спорту України. Заступник голови Ради ветеранів Автомобільної федерації України.

## Життєпис
Народився в сім’ї професійного водія Петра Семеновича Салюка. В 1970 році прийшов працювати в київський таксопарк, де звернув на себе увагу керівника спортивного підрозділу Бориса Запольського, за допомоги якого отримав в розпорядження першу спортивну машину ГАЗ-2401. В 1978 році здобув свій перший трофей – «срібло» чемпіонату СРСР з багатоборства. 
Стабільні виступи в автомобільному ралі почав в 1987 році в екіпажі з Юрієм Одеським, з яким став спочатку віце-чемпіоном, а згодом і чемпіоном УРСР. В 1989 році разом з штурманом Євгеном Червоненком організував першу в Україні гоночну команду «Перестройка», в складі якої протягом двох років виступав в чемпіонаті Європи з ралі. В 1991 році став останнім чемпіоном СРСР з ралі, після чого припинив виступи з Червоненком, якого в штурманському кріслі замінив Сергій Томчані. 
Починаючи з 1995 року Салюк зосередився на виступах в домашніх змаганнях, віддаючи перевагу чемпіонату України з ралі. За 12 років виступів, з 1995 по 2007, здобув три титули абсолютного чемпіона України з ралі – в складі команд «Авіакомпанія Хорс» (1996) та «MacCoffee Rally Team» (2002 та 2003). 23 рази перемагав в абсолютному заліку окремих змагань з ралі, виграв також декілька етапів чемпіонатів України з автокросу, кільцевих та гірських гонок. 
У вересні 2005 року під час тестів на київському автодромі «Чайка» Олександр Салюк разом з молодшим сином Максимом потрапив у важку аварію, внаслідок якої був змушений тимчасово припинити виступи в змаганнях. Після лікування, яке тривало півроку, повернувся до складу «MacCoffee Rally Team» та провів останній повний сезон в чемпіонаті України з ралі 2006 року. 
Восени 2007 року, після загибелі відомого гонщика Андрія Александрова, замінив його на посаді голови комітету ралі FAU. Обіймав цю посаду до початку 2012 року, коли поступився місцем голови Валерію Горбаню, лишившись при цьому в складі комітету. В 2014 році увійшов до складу Ради ветеранів FAU.

## Кар’єра в чемпіонаті України з ралі

### 1995-1996 – Ford Escort RS Cosworth N-group
Першим повноприводним автомобілем в кар’єрі Олександра Салюка стала 8-клапанна Lancia Delta HF Integrale, придбана ним в 1993 році в Естонії. Втім, після кількох невдалих стартів в Італії стало очевидно, що для досягнення високих результатів спортсмену потрібен більш надійний та сучасний автомобіль. В результаті наприкінці 1994 року екіпаж Салюка та Томчані привіз з Великої Британії N-груповий Ford Escort RS Cosworth, побудований на їхнє замовлення командою MLP (Mike Little Preparations).
Саме на цьому автомобілі Салюк дебютував в чемпіонаті України з ралі, здобувши перемогу в першому ж своєму змаганні – Ралі Київ 1995 року. А наступний сезон приніс Салюку його перший титул абсолютного чемпіона України з ралі – завдяки перемогам в Ралі Колесо, Ралі Київ та Ралі Скіф. Окремо треба відзначити, що штурманом Олександра Петровича на Ралі Колесо був його старший син, Олександр Олександрович Салюк, для якого ця перемога стала першою та єдиною в чемпіонаті України в якості штурмана. 

### 1997-2001 – Ford Escort RS Cosworth A-group
Незважаючи на здобуті титули, в міжсезоння 1996-97 років Салюк та Томчані прийняли рішення замінити чемпіонський автомобіль на більш потужну версію Ford Escort RS Cosworth, побудовану за вимогами групи А. Через високу вартість машини її довелось чекати більш ніж півроку; відтак вперше екіпаж стартував на ній тільки восени 1997 року на Ралі Чумацький Шлях, яке закінчилось достроковим сходом з дистанції. 
Наступні чотири сезони в чемпіонаті України складались для Олександра Салюка та його штурманів (Сергія Томчані, Олександра Мурзіна та Леоніда Косянчука) за схожим сценарієм – поодинокі перемоги чергувались із численними сходами з траси через відмову техніки. За період з 1998 по 2001 роки Салюк здобув шість перемог на етапах чемпіонату при одинадцяти дострокових сходах з дистанції. І хоча в кожному сезоні киянин до останнього вів боротьбу за чемпіонський титул, йому жодного разу не вдалось піднятись вище другої позиції абсолютного заліку. В підсумку, не дочекавшись закінчення сезону-2001, Салюк прийняв рішення припинити виступи на Ford Escort, який більше не міг підтримувати високий темп спортсмена.

### 2002-2007 – Mitsubishi Lancer Evo VII-IX
Новий поштовх гоночній кар’єрі Салюка надало знайомство з київським бізнесменом та спортсменом-початківцем Валерієм Горбанем, який поставив собі за мету створення власної ралійної команди. До початкового складу «MacCoffee Rally Team» увійшли екіпажі Олександр Салюк-старший/Леонід Косянчук та Олександр Салюк-молодший/Олександр Горбік. Отримавши в своє розпорядження сучасний автомобіль Mitsubishi Lancer Evo VII, Салюк та Косянчук нарешті позбулись проблем з надійністю техніки, що миттєво призвело до покращення спортивних результатів. 
Протягом 2002-2004 років екіпаж Салюка та Косянчука жодного разу не зійшов з дистанції достроково, здобувши при цьому 9 перемог в 17 змаганнях, а решту закінчивши на другій або третій позиціях. Результатом такої стабільності стали два титули абсолютного чемпіона України з ралі, які Салюк виборов в 2002 та 2003 роках. Успішна серія мала бути продовжена і в 2004 році, але за підсумками того сезону Олександр Салюк та його конкурент Валерій Разумовський набрали однакову кількість очок, і за додатковими показниками титул абсолютного чемпіона відійшов Разумовському. 
Сезон 2005 року розпочався для пілота невдало – він здобув лише одну перемогу в чотирьох перших етапах чемпіонату. Перед вирішальною ж частиною турніру Олександр Салюк та його молодший син Максим потрапили в аварію під час тестових заїздів на київському автодромі «Чайка». Через отримані травми пілот був вимушений пропустити решту гонок сезону і повернувся до виступів лише на початку 2006 року. 
Останній повний сезон в складі «MacCoffee Rally Team» пройшов для Олександра Салюка не надто успішно – лиш раз, на Ралі Буковина, йому вдалося посісти призове місце. З огляду на це, по закінченні чемпіонату Салюк прийняв рішення закінчити активну гоночну кар’єру, і після того повернувся до лав команди лише одного разу – на фінальному етапі чемпіонату України 2007 року. Оскільки на той момент Олександр Салюк-молодший вже став абсолютним чемпіоном достроково, батько замінив сина на одну гонку – і виграв її, поставивши таким чином переможну крапку в своїй кар’єрі.

### 2011 – Proton Satria Neo
В червні 2011 року Україна вперше приймала у себе один з етапів міжнародної гоночної серії Intercontinental Rally Challenge, який мав відбутись в Ялті. На цьому змаганні в складі європейської команди Proton Motorsport мав виступити діючий чемпіон країни, Олександр Салюк-молодший, який навіть провів з командою попередні тести. Однак травма, отримана Салюком за місяць до Ралі Ялта не дозволила йому вийти на старт – тому, за згодою керівника команди Кріса Меллорса, вільне місце посів екіпаж Олександра Салюка-старшого та Євгена Червоненка, який, таким чином, повернувся до автоспорту через двадцять років після завершення кар’єри. 
Виступ ветеранів виявився вдалим – попри певні проблеми з двигуном автомобіля Proton Satria Neo, що виникли на самому початку ралі, Салюк та Червоненко стали єдиним екіпажем команди Proton Motorsport, який дістався фінішу, посівши при цьому третє місце в абсолютному заліку чемпіонату України. Це був останній старт Олександра Салюка в національному чемпіонаті – після того він лише кілька разів брав участь в змаганнях в якості пілота автомобіля безпеки.

## Результати в чемпіонаті України з ралі
| Рік  | Штурман              | Автомобіль              | Команда              | Етапи  | Етапи  | Етапи  | Етапи  | Етапи  | Етапи  | Етапи  | Абсолют | Абсолют | Клас | Клас |
| Рік  | Штурман              | Автомобіль              | Команда              | 1      | 2      | 3      | 4      | 5      | 6      | 7      | Поз.    | Очки    | Поз. | Очки |
| ---- | -------------------- | ----------------------- | -------------------- | ------ | ------ | ------ | ------ | ------ | ------ | ------ | ------- | ------- | ---- | ---- |
| 1995 | Сергій Томчані       | Ford Escort RS Cosworth | Авіакомпанія Хорс    | КУ –   | КИ 1   | ЧШ –   |        |        |        |        | н/к*    | 0       | 3    | 20   |
| 1996 | Олександр Салюк-мол. | Ford Escort RS Cosworth | Авіакомпанія Хорс    | КО 1   | КУ н/ф | ЧШ –   |        |        |        |        | 1       | 60      | 1    | 60   |
| 1996 | Сергій Томчані       | Ford Escort RS Cosworth | Авіакомпанія Хорс    |        |        |        | КИ 1   | СК 1   |        |        | 1       | 60      | 1    | 60   |
| 1997 | Сергій Томчані       | Ford Escort RS Cosworth |                      | СК –   | КУ –   | ЧШ н/ф | КА –   |        |        |        | н/к*    | 0       | н/к* | 0    |
| 1998 | Сергій Томчані       | Ford Escort RS Cosworth | Авіакомпанія Хорс    | КА 1   | СК –   | ДН –   | ЧШ н/ф | ЛО н/ф |        |        | 6       | 30      | 5    | 30   |
| 1999 | Сергій Томчані       | Ford Escort RS Cosworth | Авіакомпанія Хорс    | СТ н/ф |        |        |        |        |        |        | 4       | 120     | 4    | 120  |
| 1999 | Олександр Мурзін     | Ford Escort RS Cosworth | Авіакомпанія Хорс    |        | РО н/ф |        | ДН 1   |        |        |        | 4       | 120     | 4    | 120  |
| 1999 | Леонід Косянчук      | Ford Escort RS Cosworth | Авіакомпанія Хорс    |        |        | КУ н/ф |        | СФ 1   | ЧШ 2   | КА н/ф | 4       | 120     | 4    | 120  |
| 2000 | Сергій Томчані       | Ford Escort RS Cosworth | Авіакомпанія Хорс    | СТ 1   |        |        |        |        |        |        | 2       | 70      | 2    | 50   |
| 2000 | Леонід Косянчук      | Ford Escort RS Cosworth | Авіакомпанія Хорс    |        | СК н/ф | КУ 1   | СФ 2   | ДН 2   | ЧШ н/ф | КА –   | 2       | 70      | 2    | 50   |
| 2001 | Сергій Томчані       | Ford Escort RS Cosworth |                      | СТ н/ф |        |        |        |        |        |        | 8       | 20      | 7    | 20   |
| 2001 | Леонід Косянчук      | Ford Escort RS Cosworth |                      | СФ 1   | АР н/ф | КУ н/ф | ДН –   | ЧШ –   |        |        | 8       | 20      | 7    | 20   |
| 2002 | Леонід Косянчук      | Mitsubishi Lancer Evo   | MacCoffee Rally Team | СТ 2   | СФ 1   | АР 1   | ДН 2   | ЧШ 1   |        |        | 1       | 60      | 1    | 60   |
| 2003 | Леонід Косянчук      | Mitsubishi Lancer Evo   | MacCoffee Rally Team | СТ 1   | АР 1   | ЧШ 1   | КУ 1   | КА 2   |        |        | 1       | 40      | 1    | 40   |
| 2003 | Іван Герман          | Mitsubishi Lancer Evo   | MacCoffee Rally Team |        |        |        |        |        | ДН 2   |        | 1       | 40      | 1    | 40   |
| 2004 | Леонід Косянчук      | Mitsubishi Lancer Evo   | MacCoffee Rally Team | СТ 2   | СФ 1   | ЧШ 2   | КУ 1   | ДН 2   | КА 3   |        | 2       | 36      | 1    | 38   |
| 2005 | Леонід Косянчук      | Mitsubishi Lancer Evo   | MacCoffee Rally Team | СК н/ф |        |        |        |        |        |        | 10      | 10      | 7    | 10   |
| 2005 | Олексій Мочанов      | Mitsubishi Lancer Evo   | MacCoffee Rally Team |        | ЧШ 1   | ГА н/ф | СФ н/ф | ЯЛ –   | ДН –   |        | 10      | 10      | 7    | 10   |
| 2006 | Леонід Косянчук      | Mitsubishi Lancer Evo   | MacCoffee Rally Team | СФ н/ф |        | ТР н/ф | ГА 6   | БУ 3   | ЯЛ н/ф |        | 8       | 14      | 9    | 14   |
| 2006 | Олексій Мочанов      | Mitsubishi Lancer Evo   | MacCoffee Rally Team |        | ЧШ н/ф |        |        |        |        | ЗО 5   | 8       | 14      | 9    | 14   |
| 2007 | Адріан Афтаназів     | Mitsubishi Lancer Evo   | MacCoffee Rally Team | СФ –   | ЧШ –   | ТР –   | ГА –   | БУ –   | ЯЛ –   | ДО 1   | н/к     | 10      | н/к  | 10   |
| 2011 | Євген Червоненко     | Proton Satria Neo       |                      | ЧШ –   | МА –   | ЯЛ 3   | КР –   | АІ –   | АЛ –   |        | н/к     | 135     | н/к  | 90   |

* В 1995 році чемпіонат України в абсолютному заліку не розігрувався.

## Закордонні виступи
Брати участь в європейських змаганнях з ралі Олександр Салюк-старший почав ще в кінці 80-х років минулого сторіччя. Протягом 1989-1992 років він декілька разів брав участь в різних етапах чемпіонату Європи на автомобілі ВАЗ-2108. Найвищим досягненням цього періоду стала перемога в класі А7 на Ралі Сан-Марино 1992 року, що зробило Салюка першим спортсменом незалежної України, який виграв етап чемпіонату Європи з ралі. Завдяки цьому результату Олександр Салюк отримав звання майстра спорту міжнародного класу України. 
Пересівши на повнопривідний Ford Escort RS Cosworth, Салюк став приділяти більше уваги виступам в домашньому чемпіонаті, виїжджаючи за кордон лише епізодично. Кращими результатами спортсмена за період 1993-1998 років стали п’яте місце на болгарському Ралі Златні в 1995 році та перемога в заліку Кубку Мітропи на угорському Ралі Будапешт в 1998 році.
Востаннє Олександр Салюк вийшов на старт закордонного змагання навесні 2022 року, вже після початку повномасштабної російсько-української війни. З метою висловити свою підтримку Україні, організатори литовського Ралі Вісагінас запросили видатного українського спортсмена взяти участь в їхньому змаганні в якості почесного гостя. Попри складнощі з подоланням кордону, екіпаж Олександра Салюка та Юлії Єфімової вийшов на старт змагання і посів 22-ге місце в абсолютному заліку ралі. 
Завдяки цьому старту Олександр Салюк встановив рекорд серед всіх українських пілотів, ставши найстаршим спортсменом, який коли-небудь брав участь в ралі. На момент старту йому виповнилось 67 років 7 місяців та 15 днів.

## Громадська діяльність
Восени 2007 року після трагічної загибелі Андрія Александрова під час болгарського ралі Слівен Олександр Салюк-старший очолив комітет ралі FAU, яким до того керував Александров, і залишався на цій посаді до 2011 року, коли його замінив Валерій Горбань. За час каденції Салюка в чемпіонаті та Кубку України з ралі з’явились (або були відроджені) такі змагання, як Ралі Маріуполь, Ралі Акерман, Ралі Славутич, Ралі Київська Русь та Ралі Алушта. Також саме в цей період Ралі Ялта вперше увійшло в календар міжнародної серії IRC. 
Звільнивши посаду голови комітету ралі, Олександр Салюк лишився в складі КР і брав активну участь в організації та проведенні чемпіонатів України з ралі 2012 та 2013 років. Також час від часу він повертався за кермо спортивного автомобіля, виконуючи функції пілота безпеки на кількох етапах цих чемпіонатів. 
На початку 2014 року через незгоду з діями керівництва FAU Валерій Горбань залишив посаду голови КР та розпустив комітет. Після цього Олександр Салюк увійшов до складу Ради ветеранів FAU в якості заступника голови Ради.